# Кубань-2
«Куба́нь-2» — российский футбольный клуб из Краснодара, фарм-клуб «Кубани». Основан в 1996 году, в 1997 был расформирован. В июне 2015 был воссоздан, однако, не проведя ни одного официального матча, через месяц вновь расформирован. Опять воссоздан в 2016 году, а в 2018 снова расформирован вместе с главной командой. Лучшее достижение — 7-е место в 1-й зоне третьей лиги в 1996 году.

## История
В 1990-е фарм-клуб «Кубани» под названием «Кубань»-д играл в третьей лиге в сезонах 1996 и 1997, прекратив в итоге выступления на профессиональном уровне ввиду расформирования турнира (реорганизации системы лиг).
В июне 2015 года был воссоздан на базе команды армавирского «Торпедо». Успешно пройдя лицензирование в РФС и ПФЛ, был зачислен для участия в турнире зоны «Юг» Первенства ПФЛ 2015/16. При подготовке к сезону стал финалистом товарищеского турнира в п. Афипском. Согласно календарю команда должна была дебютировать в зоне «Юг» ПФЛ 20 июля в выездном матче против пятигорского клуба «Машук-КМВ». Однако 11 июля появилась информация, что всего месяц как возрождённый фарм-клуб «Кубани» снялся с розыгрыша, так и не проведя в итоге ни одного официального матча.
16 июня 2016 было официально объявлено о воссоздании команды. По итогам сезона 2016/17 команда заняла последнее, 16 место, заработав 23 очка. В следующем сезоне «Кубань-2» аналогично стала последней в лиге.

## Статистика официальных выступлений
| Сезон   | Турнир                   | Место | И  | В  | Н | П  | М     | О  |
| ------- | ------------------------ | ----- | -- | -- | - | -- | ----- | -- |
| 1996    | 1 зона III лиги          | 7     | 34 | 18 | 3 | 13 | 72-59 | 57 |
| 1997    | 2 зона III лиги          | 11    | 30 | 11 | 5 | 14 | 28-40 | 38 |
| 2016/17 | Зона «Юг» Первенства ПФЛ | 16    | 30 | 6  | 5 | 19 | 22-48 | 23 |
| 2017/18 | Зона «Юг» Первенства ПФЛ | 17    | 32 | 7  | 4 | 21 | 25-69 | 25 |

Всего:
| Турниров | Игр | Побед | Ничьих | Поражений | Разница мячей |
| -------- | --- | ----- | ------ | --------- | ------------- |
| 4        | 126 | 42    | 17     | 67        | 147-216       |

## Клубные рекорды
Самые крупные победы:
- 7:2 — над «Динамо-Имаматом» (Махачкала), 6:1 — над «Динамо-д» (Ставрополь) и 5:0 — над «Ураланом-д» (Элиста) в 1996 году

Самое крупное поражение:
- 0:5 — от «Анжи-2» (Каспийск) в 1996 году и от «Ротора» (Волгоград) в 2016 году

## Главные тренеры
| Главный тренер   | С | Период    |
| ---------------- | - | --------- |
| ?                |   | 1996      |
| Игорь Калешин    |   | 1997      |
| Дмитрий Петренко |   | 2015      |
| Евгений Калешин  |   | 2016      |
| Андрей Юдин      |   | 2016—2017 |
| Артём Горлов     |   | 2017—2018 |